# Estońska Partia Centrum
Estońska Partia Centrum (est. Eesti Keskerakond, KE) – estońska centrowa i socjalliberalna partia polityczna, działająca od 1991. Założycielem i długoletnim przywódcą partii był Edgar Savisaar, pierwszy premier po ogłoszeniu niepodległości (1990–1992).

## Historia
Partia została założona 12 października 1991. W pierwszych wyborach, w których wzięła udział, występowała jeszcze jako Estoński Front Ludowy (krajowa organizacja niepodległościowa), zajmując trzecie miejsce. Od tego czasu pozostaje jedną z głównych sił politycznych w Estonii. Centryści oficjalnie kierują swój program wyborczy do klasy średniej. Są partią cieszącą się stosunkowo wysokim poparciem wśród mieszkańców Estonii narodowości rosyjskiej. Lider KE w 2007 sprzeciwiał się przeniesieniu Pomnika Wyzwolicieli Tallinna (Brązowego Żołnierza) z centrum estońskiej stolicy.
Edgar Savisaar kierował Estońską Partią Centrum od jej założenia do 1995 i ponownie od 1996 do 2016. W latach 1995–1996 na czele partii stała Andra Veidemann. W listopadzie 2016 nowym przewodniczącym ugrupowania został Jüri Ratas. We wrześniu 2023 przewodniczącym partii został Mihhail Kõlvart.
W 1995 partia weszła w skład koalicji współtworzącej gabinet Tiita Vähiego. Opuściła ją jednak już w tym samym roku po zdymisjonowaniu Edgara Savisaara w związku z tzw. aferą podsłuchową z jego udziałem. Ponownie współrządziła w latach 2002–2003 (rząd Siima Kallasa wspólnie z Estońską Partią Reform) i w latach 2005–2007 (rząd Andrusa Ansipa, wspólnie z Estońską Partią Reform i Estońskim Związkiem Ludowym). Od 2007 ponownie pozostawała w opozycji. W 2016 partia współtworzyła nową koalicję rządową z socjaldemokratami i chadekami, w ramach której jej lider Jüri Ratas objął urząd premiera. Po wyborach w 2019 lider centrystów pozostał na czele rządu; partia utrzymała koalicję z ugrupowaniem Isamaa oraz porozumiała się z narodowo-konserwatywną EKRE.
W styczniu 2021 Jüri Ratas ustąpił z funkcji premiera. Estońska Partia Centrum pozostała ugrupowaniem rządzącym, zawiązując koalicję z Estońską Partią Reform i współtworząc rząd Kai Kallas. Koalicja ta rozpadła się w czerwcu 2022, kiedy to ministrowie z KE zostali odwołani.

## Wyniki wyborcze
| Wybory | Poparcie | Zmiana punktów procentowych | Mandaty (Zgromadzenie Państwowe) | Zmiana |
| ------ | -------- | --------------------------- | -------------------------------- | ------ |
| 1992   | 12,3%    | –                           | 15                               | –      |
| 1995   | 14,2%    | +1,9                        | 16                               | +1     |
| 1999   | 23,4%    | +9,2                        | 28                               | +12    |
| 2003   | 25,4%    | +2                          | 28                               | –      |
| 2007   | 26,1%    | +0,7                        | 29                               | +1     |
| 2011   | 23,3%    | –2,8                        | 26                               | –3     |
| 2015   | 24,8%    | +1,5                        | 27                               | +1     |
| 2019   | 23,1%    | –1,7                        | 26                               | –1     |
| 2023   | 15,3%    | –7,8                        | 16                               | –10    |

| Wybory | Poparcie | Zmiana punktów procentowych | Mandaty | Zmiana |
| ------ | -------- | --------------------------- | ------- | ------ |
| 2004   | 17,5%    | –                           | 1       | –      |
| 2009   | 26,1%    | +8,6                        | 2       | +1     |
| 2014   | 22,4%    | –3,7                        | 1       | –1     |
| 2019   | 14,4%    | –8,0                        | 1       | –      |
| 2024   | 12,4%    | –2,0                        | 1       | –      |